# シャンパンの恋
「シャンパンの恋」（シャンパンのこい）は、当時ハロー!プロジェクトに属していたメロン記念日の13thシングル。2004年10月27日に発売された。

## 内容
2枚目のアルバム『THE 二枚目』先行シングル。「シャンパンの恋」はSomething ELseの今井千尋より楽曲提供された。

## 収録曲
作詞：つんく
1. シャンパンの恋
  - 作曲：今井千尋　編曲：鈴木俊介
2. 恋の仕組み。
  - 作曲：つんく　編曲：高橋諭一
3. シャンパンの恋（Instrumental）

## 参加ミュージシャン
シャンパンの恋
- プログラミング&ギター：鈴木俊介
- コーラス：メロン記念日・竹内浩明

恋の仕組み。
- プログラミング&ギター：高橋諭一
- コーラス：メロン記念日